# The Invisible Contract
The Invisible Contract ist ein mexikanischer Dokumentarfilm von Luciana Kaplan aus dem Jahr 2024.

## Inhalt
Im Film werden sieben Frauen porträtiert, die in Mexiko in der Reinigungsbranche arbeiten. Der Film ist vollständig in Schwarz-Weiß gehalten.
Salina und Elena arbeiten in einem Multiplexkino, wo sie nach der Vorstellung den Saal reinigen. Sie berichten davon, dass sie den Job mögen und sich keine andere Arbeit vorstellen können. Allerdings werden sie schlecht entlohnt und teilweise wird ihr Lohn unbegründet einbehalten. Der Vorarbeiter Carlitos arbeitet sechs Tage die Woche 14 Stunden und an einem Tag noch 8 Stunden.
Rosalba arbeitet eine 8-Stunden-Schicht in der Straßenreinigung, wo sie mit einem einfachen Reisigbesen den Straßengraben fegt. Sie berichtet davon, dass die Arbeit nahe den fahrenden Autos gefährlich ist. Außerdem bekommt sie Ärger von ihrem Arbeitgeber, wenn ihr Abschnitt im Laufe der Schicht wieder dreckig wird. Eigentlich würde sie gerne wieder eine zweite Schicht arbeiten, aber ihr Vorgesetzter blockiert ihr Nummer und gibt ihr die Schicht nicht. Abends sieht man sie in einem kleinen Verschlag wohnen, wo sie sich noch um ihre zwei Tauben kümmert. Andere Frauen der Straßenreinigung protestieren gegen die Arbeitsbedingungen und werden daraufhin entlassen. Gegen Ende müssen Aurora und ihr Trupp hinter einer Frauenrechtsdemo her putzen und deren Plakate abreißen.
Gregoria sammelt den Müll in Wohnanlagen ein und fährt ihn mit einem einfachen Rollwagen zum Müllwagen. Sie erhält keinen Lohn und lebt von den Trinkgeldern der Anwohner. Ihren Job hat sie nur erhalten, weil ihr Vorgesetzter Kontakte zur Stadtverwaltung hat. Dennoch ist sie frohen Mutes, da sie ihren Tag selbst planen kann.
Aurora und Aurea arbeiten am Flughafen und reinigen die Toiletten und Gänge. Von ihrem Arbeitgeber erhalten sie nur minderwertige oder verwässerte Reinigungsmittel, weshalb sie sich noch zusätzlich eigene Mittel kaufen müssen. Aurora berichtet, dass hin und wieder das Subunternehmen wechselt, für das sie arbeitet. Dadurch wird sie um ihre Altersversorgung und meist noch um einen Monatslohn betrogen. Beim Besuch auf dem Arbeitsamt wird sie nur auf einen neuen Termin vertröstet. Zu Hause lebt sie mit ihrem Bruder und ihre Schwester zusammen, wobei ihre Schwester aufgrund einer Psychische Störung nicht arbeiten kann.
Claudia arbeitet in der U-Bahn, fürchtet aber um ihren Job, weshalb sie im Film von Schauspielerinnen dargestellt wird. Sie berichtet von Missbrauch an jungen Frauen durch Vorarbeiter. Ebenso wie Aurora habe sie billige Putzmittel erhalten, die ihre Haut angreifen und Gestank in der U-Bahn verbreiten. Hierfür wurde sie von ihrem Vorarbeiter getadelt. Zudem fühlt sie sich in ihrer Arbeit nicht gesehen und von den Menschen um sie herum wie ein Objekt behandelt. Auch bei ihr wechseln die Subunternehmer regelmäßig, wodurch sie um ihren Lohn geprellt wird.
Im Abspann wird auf ein mexikanisches Gesetz gegen Lohndumping verwiesen, das allerdings keine Wirkung entfaltet.

## Produktion
Regisseurin Kaplan drehte bereits drei andere Filme, wobei es in ihrem letzten Film The Spokeswoman von 2020 um eine Frau geht, die für die Rechte Indigener in Mexiko kämpft.
Der Film feierte im November 2024 beim Morelia International Film Festival Premiere und wurde beim DOK.fest München 2025 gezeigt.

## Auszeichnungen
- 2025: DOK.fest-München-Nominierung im VIKTORIA Main Competition